# Cirurgia de redesignação sexual
A cirurgia de redesignação sexual (CRS) é o procedimento cirúrgico pelo qual as características sexuais/genitais de nascença de um indivíduo são mudadas para aquelas socialmente associadas ao gênero que ele se reconhece. É parte, ou não, da transição física de transexuais e transgêneros.
Outros termos para CRS incluem: cirurgia de redesignação de gênero, cirurgia de reconstrução sexual, cirurgia de reconstrução genital, cirurgia de confirmação de gênero e, mais recentemente, cirurgia de afirmação de sexo. Os termos comumente usados "mudança de sexo" ou "operação sexual" são considerados imprecisos. Os termos genitoplastia de feminilização e genitoplastia de masculinização são mais usados na literatura médica, em alguns países.
Para as mulheres trans (MtF — Male to Female em inglês), a cirurgia de redesignação sexual envolve essencialmente a reconstrução dos genitais (embora outros procedimentos possam ocorrer; em muitos casos, algumas mulheres decidem não se submeter à cirurgia de redesignação genital), enquanto que nos homens trans (FtM — Female to Male em inglês), ela compreende um conjunto de cirurgias, incluindo remoção dos seios, reconstrução dos genitais e lipoaspiração. A retirada dos seios é frequentemente o único procedimento a que eles se submetem, além da histerectomia, principalmente porque as técnicas atuais de reconstrução genital para homens trans ainda não criam genitais com uma qualidade estética e funcional satisfatória. Muitos optam por fazer uma faloplastia (ou mais precisamente uma metoidioplastia) com médicos renomados do exterior. Para mulheres trans, a cirurgia de feminilização facial e o aumento de seios são passos do processo de redesignação sexual.
Durante a construção da neovagina, em algumas técnicas cirúrgicas de redesignação sexual em mulheres trans, a glândula bulbouretral, bem como a próstata, são mantidas para possibilitar que a neovagina tenha alguma lubrificação natural.

## No Brasil
A primeira cirurgia de redesignação sexual ocorrida no país ocorreu em Itajaí no de 1959: um homem trans procurou o médico José Eliomar da Silva e foi constatado uma variação intersexo. O doutor José Eliomar realizou então a cirurgia, mudando todas as características do jovem para as típicas da sua identidade de género. Ganhou as páginas do país através da extinta revista O Cruzeiro.
A primeira cirurgia do país em uma mulher trans foi realizada em 1971 pelo cirurgião Roberto Farina. A polêmica gerada pelo caso o levou a ser condenado em 1978 a dois anos de reclusão sob alegação de haver infringido o disposto no artigo 129, § 2°, III, do Código Penal Brasileiro. O processo foi movido pelo Conselho Federal de Medicina, que o acusou de “lesões corporais”.
O cirurgião Jalma Jurado foi o que mais fez transgenitalizações de mulheres trans: ao todo, mais de 500 cirurgias.

## Vaginoplastia em mulheres cisgênero

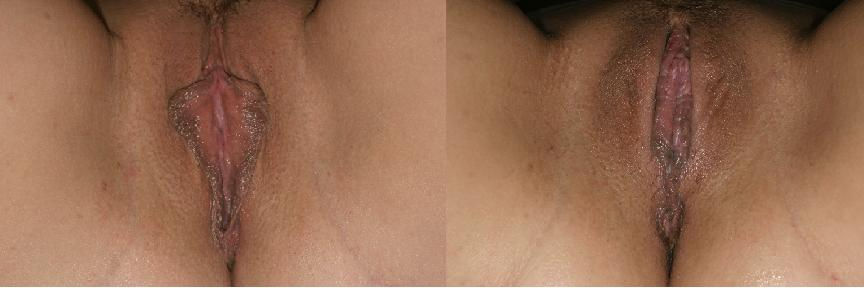
Vaginoplastia não reconstrutiva ("rejuvenescimento vaginal")

Geralmente é uma cirurgia feita em mulheres com a Síndrome de Rokitansky, que é o nascimento sem a abertura do canal vaginal (agênese vaginal), que ocorre em um a cada 5 000 — 7 000 nascimentos de bebês do sexo feminino. O intuito é criar um canal vaginal que tenha aparência e funções sexuais de uma vagina biológica.

## Cronologia
Na sociedade ocidental as cirurgias de redesignação sexual são recentes:

### No Mundo
- 1931 - A primeira cirurgia de redesignação sexual é realizada em Dora Richter.[carece de fontes?]
- 1931 - Uma cirurgia de redesignação sexual é apresentada para Lili Elbe pelo Instituto Hirschfeld de Ciência Sexual, em Viena.
- 1952 - A primeira cirurgia é realizada na Dinamarca. O ex-soldado norte-americano George Jorgensen Jr. submete-se à cirurgia e adota o nome de Christine Jorgensen.[carece de fontes?]

### No Brasil
- 1959 - A primeira cirurgia de redesignação sexual em um homem transexual intersexo no Brasil foi realizada em Itajaí pelo médico José Eliomar da Silva.[6]
- 1971 - A primeira cirurgia de redesignação sexual em uma mulher transexual é realizada em São Paulo pelo médico Roberto Farina.[7]
- 1977 - O médico Roberto Farina realiza uma cirurgia de redesignação sexual no psicólogo João W. Nery, tornando-o no primeiro homem transexual não-intersexo a passar por este tipo de procedimento no Brasil.[8]
- 1997 - O Conselho Federal de Medicina regulamenta a realização de cirurgias experimentais de mudança de sexo em hospitais universitários no Brasil.
- 2008 - O governo brasileiro passa a disponibilizar as cirurgias de redesignação sexuais no sistema público saúde, implantando o "Processo Transexualizador" através de seu órgão da saúde, o Sistema Único de Saúde (SUS).[9]

## Cirurgias alternativas
Outras cirurgias para indivíduos altersexo, ou com disforia atípica ou não binária, são feitas para acomodar pacientes que planejam procedimentos alternativos às cirurgias tradicionais, como a vulvoplastia ou labioplastia com preservação peniana, sem penectomia, nulificação genital ou faloplastia com preservação vaginal, sem vaginectomia. Esses tipos de cirurgias se restringem a algumas clínicas ainda.